# Statsbudget
Et statsbudget (normalt omtalt i bestemt form: statsbudgettet), er et overslag over en stats indtægter og udgifter for et finansår. Statsbudgettet fastlægges i de fleste demokratiske stater ved en lov, vedtaget i parlamentet. Statsbudgettet er normalt opdelt i en række undergrupper, konti. Ofte vil den ansvarlige minister (i Danmark finansministeren) have bemyndigelse til indbyrdes justeringer mellem de forskellige poster. Kontrollen med, at budgettet overholdes foretages af parlament (eller et udvalg, nedsat af parlamentet), eller en uafhængig institution.
Ved forelæggelsen af statsbudgettet beskriver regeringen hovedlinjerne i den økonomiske politik. Statsbudgetterne er et instrument, som regeringerne især benytter til at styre forbruget i husholdningerne. 
I EU koordineres Euro - landenes finanspolitik gennem Stabilitets- og Vækstpagten, der trådte i kraft den 1. januar 1999. Pagten giver mulighed for at pålægge medlemslandene at forbedre saldoen på deres statsbudgetter. 
Samarbejdet i Nordisk råd om landenes budgetter bygger på flg. principper:"De overordnede mål for samarbejdet er: at arbejde for en stabil og holdbar økonomisk vækst, at arbejde for udviklingen af den nordiske velfærdsmodel, at fremme den økonomiske integration i Norden, Østersøregionen og Europa samt at fremme fælles nordiske interesser internationalt."
I Danmark vedtages statsbudgettet ved lov, finansloven.